# Vecchio cimitero ebraico di Breisach

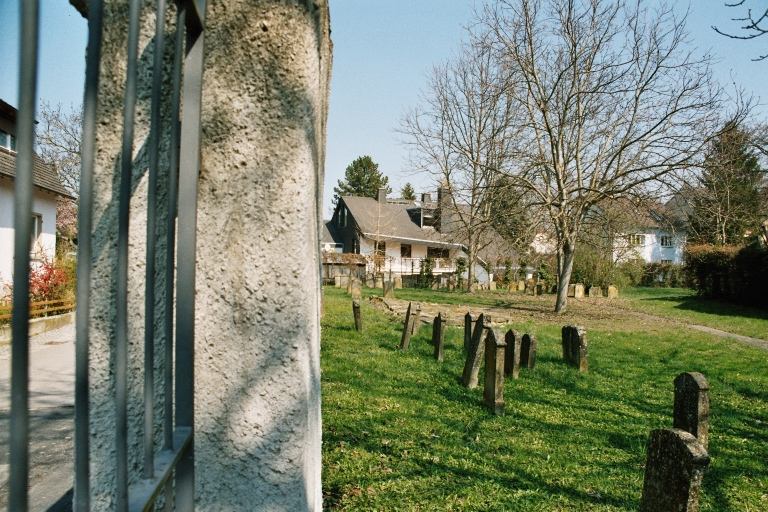
Vecchio cimitero ebraico

Il vecchio cimitero ebraico di Breisach (in tedesco: Alter judischer Friedhof Breisach) è un cimitero dedicato agli ebrei situato a Breisach am Rhein, nel Circondario di Brisgovia-Alta Foresta Nera del Baden-Württemberg, in Germania. È protetto come monumento storico.

## Storia
Nel XVII secolo Breisach disponeva già di un cimitero ebraico, ma la sua collocazione esatta è ad oggi sconosciuta. Nel 1775 fu costruito il vecchio cimitero sul terreno appartenente alla famiglia Günzburger, che già ospitava un mikveh in legno. Dopo due successivi ampliamenti nel 1821 e nel 1842, il cimitero raggiunse la superficie di 17,44 are . L'ultima sepoltura vi ebbe luogo nel 1874, dopo che nel 1850 venne realizzato il nuovo cimitero ebraico di Breisach.
Sotto il regime nazionalsocialista, il cimitero fu completamente distrutto. Oggi restano solo alcuni ruderi di circa 131 sepolture (matzevot). La più antica lapide del cimitero risale al 1769. Parte delle tombe rinvenute nel 1945 furono inglobate in due rotonde di cemento .